# Бойл, Марк
Марк Бойл (англ. Mark Boyle, род. 19 декабря 1981 года) — шотландский профессиональный игрок в снукер. Впервые попал в мэйн-тур в 2006 году, но в туре не закрепился и выбыл после первого же сезона. В 2009 году он вернулся к профессиональным соревнованиям благодаря тому, что занял первое место в рейтинге Шотландии среди любителей.

## Достижения в карьере
- Scottish Billiards: чемпион — 2003
- Home Internationals: чемпион (в составе команды Шотландии) — 2005
- Чемпионат Шотландии среди любителей: победитель — 2009

## Жизнь вне снукера
Бойл работает почтальоном в Глазго.